# Вольфисберг
Вольфисберг (нем. Wolfisberg) — бывшая коммуна в Швейцарии, в кантоне Берн.
До 2009 года входила в состав округа Ванген, с 1 января 2010 года — в Обераргау. 1 января 2020 года вошла в состав коммуны Нидербипп.
Население составляет 190 человек (на 31 декабря 2006 года). Официальный код — 0996.